# 東根北インターチェンジ
東根北インターチェンジ（ひがしねきたインターチェンジ）は、山形県東根市松沢にある東北中央自動車道のインターチェンジ（地域活性化インターチェンジ）である。
当初の整備計画では当インターチェンジを設置する予定はなかったが、山形県の要望により2012年（平成24年）4月に米沢中央IC、村山名取IC、村山本飯田IC、大石田村山ICと共に、高速自動車国道との連結許可がおり、設置されることになった。

## 歴史

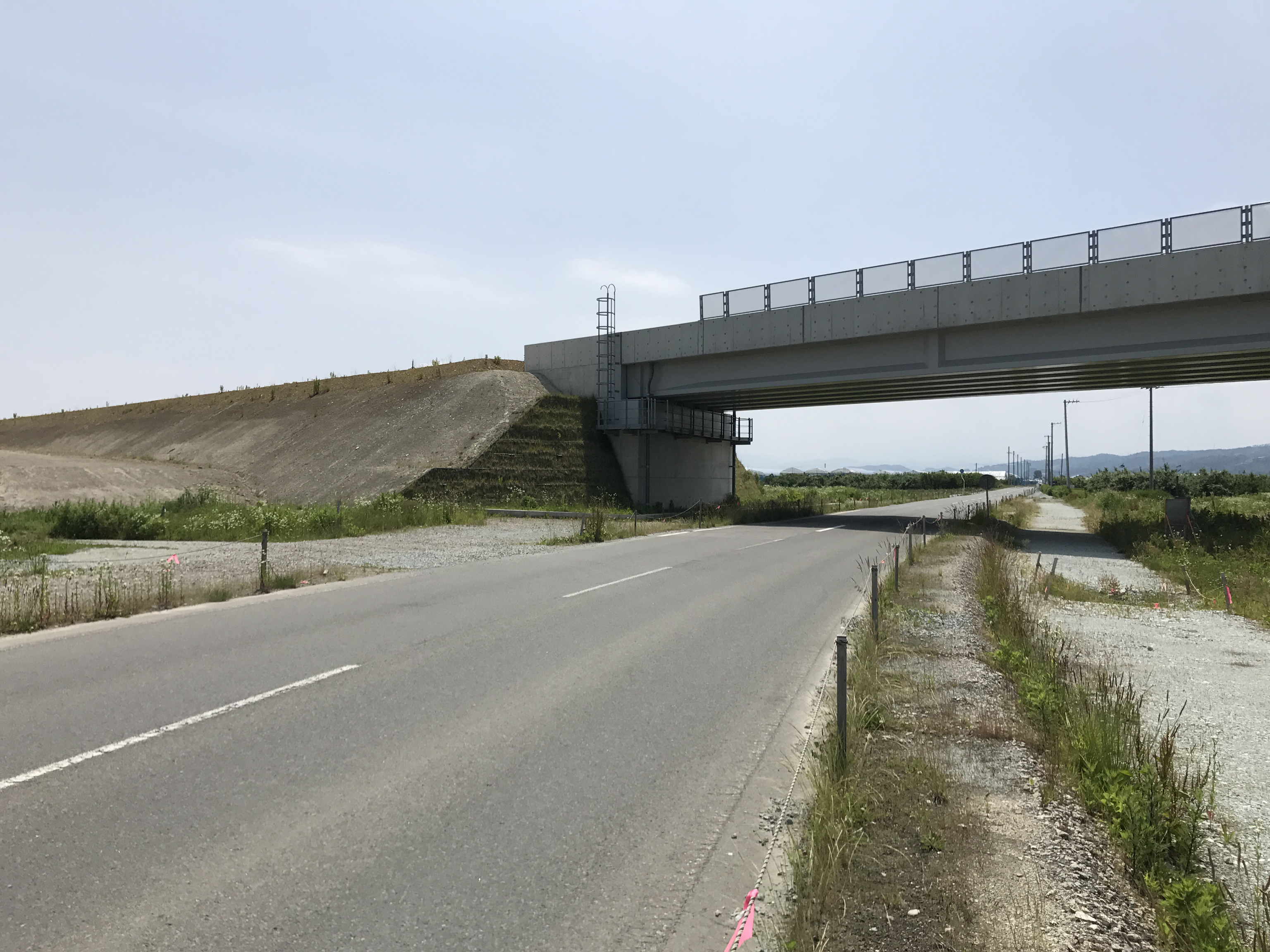
建設中当時の様子

- 2007年（平成19年）9月29日 : 東根 - 尾花沢の事業着手[2]。
- 2012年（平成24年）4月20日 : 地域活性化インターチェンジとして連結許可がおりる[1]。
- 2018年（平成30年）3月23日：当ICの名称が仮称と同一の「東根北IC」で正式決定。
- 2019年（平成31年）3月23日 : 東根IC - 東根北IC間開通に伴い、供用開始[3]。
- 2022年（令和4年）10月29日 : 東根北IC - 村山本飯田IC間開通[4][5]。

## 周辺
- 国道13号
- 東根駅(奥羽本線)

## 接続する道路
- 直接接続
  - 山形県道25号寒河江村山線
    - 本ICから国道13号までは直接接続されておらず県道を介しての接続となる。それに伴いアクセスの改善を図るため、同県道と山形県道303号東根長島線の改築工事が進められている。

## 隣
E13 東北中央自動車道
(17) 東根IC - (18) 東根北IC - (19) 村山IC